# Urchin (film)
Urchin är en brittisk dramafilm som hade premiär på Cannes filmfestival den 17 maj 2025. Den är regisserad av Harris Dickinson som även skrivit filmens manus.

## Handling
Filmen handlar om Mike, en hemlös man i London, som kämpar för att bryta sig loss från en negativ spiral och samtidigt vända sitt liv.

## Rollista (i urval)
- Frank Dillane - Mike
- Megan Northam
- Amr Waked
- Karyna Khymchuk
- Shonagh Marie